# Clearwater (Minnesota)
Clearwater ist eine Stadt im US-Bundesstaat Minnesota. Sie liegt im Stearns und Wright County. Das U.S. Census Bureau hat bei der Volkszählung 2020 eine Einwohnerzahl von 1.922 ermittelt.

## Geografie
Clearwater liegt im Nordwesten der Metropolregion Minneapolis–Saint Paul. Der Großteil der Stadt liegt im Wright County, lediglich eine unbewohnte Fläche von 0,18 Quadratkilometern gehört zum Stearns County. Im Osten der Stadt verläuft der Mississippi, in den im Norden von Clearwater der Clearwater River mündet.

## Geschichte
Clearwater entstand in den 1850er Jahren durch die Besiedelung von Einwanderern aus Neuengland und Kanada. Die Bevölkerung wuchs rasch und am 1856 wurde am Clearwater River eine Sägemühle sowie zwei Getreidemühlen in Betrieb genommen. Im selben Jahr wurde das Postamt eröffnet. Benannt wurde die Stadt nach dem gleichnamigen Fluss und See.
1897 ließ ein Hochwasser infolge von starken Regenfällen den Staudamm am Clearwater River brechen und eine Eisenbahnbrücke einstürzen.

## Demografische Daten
Nach den Angaben der Volkszählung 2000 leben in Clearwater 858 Menschen in 327 Haushalten und 223 Familien. Ethnisch betrachtet setzt sich die Bevölkerung aus 97,8 Prozent weißer Bevölkerung, sowie kleineren Minderheiten zusammen. 0,8 Prozent der Einwohner zählen sich zu den Hispanics.
In 37,0 % der 327 Haushalte leben Kinder unter 18 Jahren, in 53,5 % leben verheiratete Ehepaare, in 11,0 % leben weibliche Singles und 31,5 % sind keine familiären Haushalte. 24,4 % aller Haushalte bestehen ausschließlich aus einer einzelnen Person und in 8,3 % leben Alleinstehende über 65 Jahre. Die durchschnittliche Haushaltsgröße liegt bei 2,62 Personen, die von Familien bei 3,15.
Auf die gesamte Stadt bezogen setzt sich die Bevölkerung zusammen aus 32,4 % Einwohnern unter 18 Jahren, 7,5 % zwischen 18 und 24 Jahren, 32,5 % zwischen 25 und 44 Jahren, 18,6 % zwischen 45 und 64 Jahren und 9,0 % über 65 Jahren. Der Median beträgt 31 Jahre. Etwa 50,5 % der Bevölkerung ist weiblich.
Der Median des Einkommens eines Haushaltes beträgt 41.696 USD, der einer Familie 46.771 USD. Das Pro-Kopf-Einkommen liegt bei 17.325 USD. Etwa 9,3 % der Bevölkerung und 6,6 % der Familien leben unterhalb der Armutsgrenze.

## Verkehr
Clearwater verfügt über eine Anschlussstelle zum Interstate 94, welcher eine direkte Verbindung zu den Twin Cities und in Richtung St. Cloud ermöglicht.
Früher bestand eine Verbindung mit einer Seilfähre von Clearwater zur gegenüberliegenden Seite des Mississippi. Sie wurde 1856 eingerichtet und war lange Zeit in Betrieb. Heute überquert eine Brücke der Minnesota State Route 24 den Fluss.